# 宮原サービスエリア
宮原サービスエリア（みやはらサービスエリア）は、熊本県八代郡氷川町の九州自動車道にあるサービスエリアである。24時間営業の店舗を備える日本最南端のサービスエリアであったが、2007年に山江SAの24時間営業開始に伴い、同SAにこの座を譲った。

## 道路
- E3 九州自動車道

## 施設

### 上り線（熊本・福岡方面）

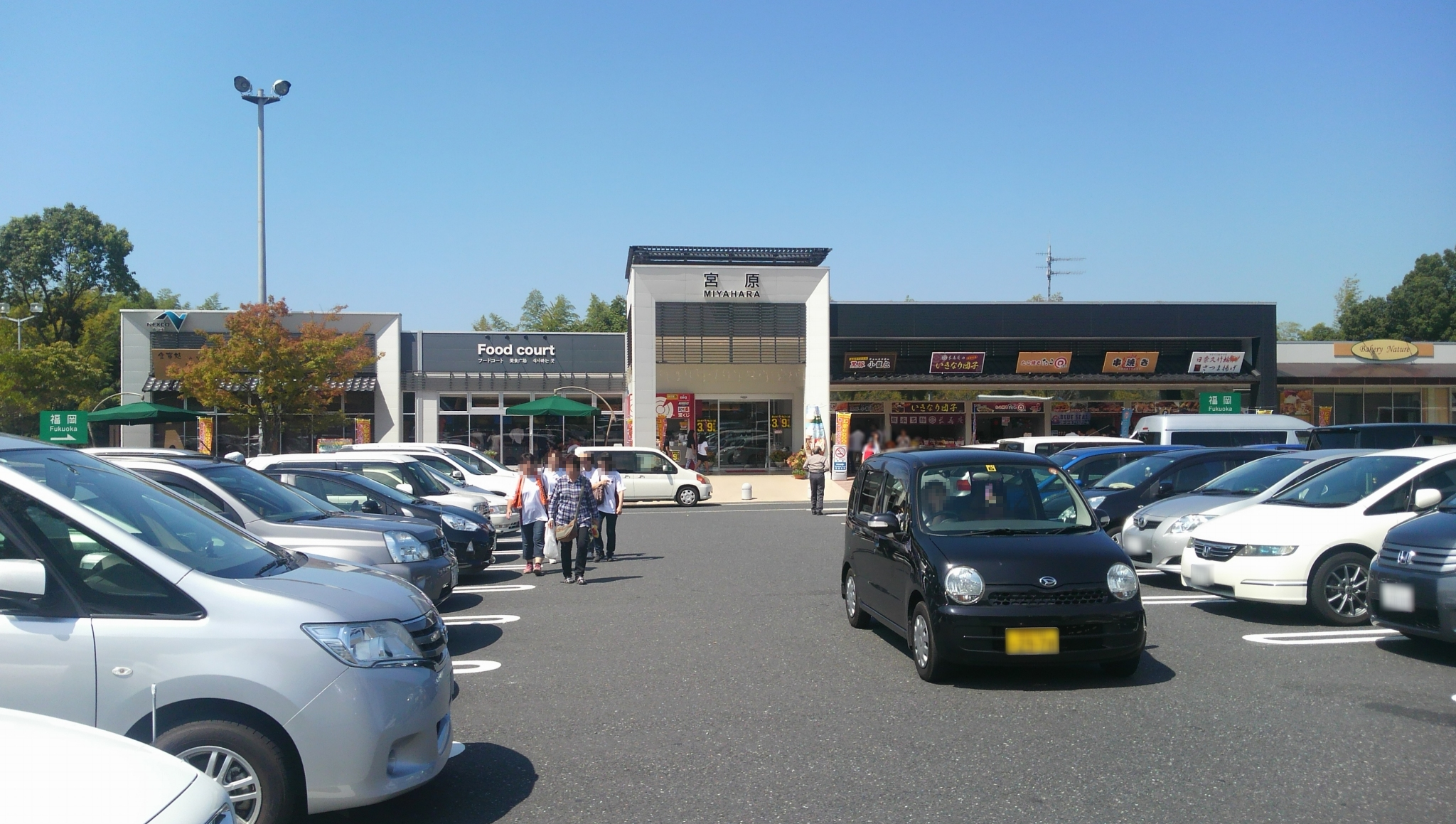
上り線店舗

2012年11月23日にリニューアルオープンした。
- 駐車場
  - 大型 16台
  - 小型 89台
  - 二輪 8台
- トイレ
  - 男性 大4（和式1・洋式3）・小9
  - 女性 20（和式4・洋式16）
  - 車椅子用 1
  - 子供トイレ 1
- ガソリンスタンド（ENEOS（ENEOSウイング）、24時間）
  - 以前は熊本石油(株)→(株)一光が運営していた。
- レストラン 「食事処 三南」（11:00-21:00、九州産交リテール）
- スナック（24時間）
- ショッピング（24時間）
- ベーカリー 「ベーカリーナチュール」（7:00-19:00）
- 自動販売機
- 携帯電話充電器（24時間）
- インフォメーション（8:00-18:00）
- FAX・コピーサービス（平日8:00-17:00、休日7:00-17:00）
- キャッシュコーナー（セブン銀行、24時間）
- ウェルカムゲート（24時間、駐車場14台）
- 郵便ポスト（宮原郵便局）
- 宝くじ売り場（9:00-18:00）
- バス停留所
- EV急速充電スタンド

### 下り線（宮崎・鹿児島方面）
レストラン・スナックエリアは2016年3月4日にリニューアルオープンした。24時間給油可能な最後のサービスエリアとなる。
- 駐車場
  - 大型 22台
  - 小型 83台
  - 兼用 6台
  - 二輪 8台
- トイレ
  - 男性 大4（和式1・洋式3）・小9
  - 女性 20（和式4・洋式16）
  - 車椅子用 1
  - 子供トイレ 1
- ガソリンスタンド（ENEOS（ENEOSウイング）、24時間）
  - 以前は(株)ジョモネット九州→(株)JOMOネットが運営していた。
- レストラン「いきなり!ステーキ」（11:00-22:00、九州産交リテール運営のFC店、高速道路初出店）
- スナック
  - 「うまか軒」（24時間）
  - 「おても庵」（24時間）
  - 「むぞか亭」（11:00-22:00）
- カフェ 「まる味屋珈琲店」（9:00-19:00）
- ショッピング（24時間）
- 宝くじコーナー（9:00-18:00）
- 自動販売機
- 携帯電話充電器（24時間）
- インフォメーション、FAX・コピーサービス（平日9:00-18:00、休日9:00-19:00）
- キャッシュコーナー（セブン銀行、24時間）
- ウェルカムゲート（7時から22時、駐車場2か所計10台）
- 郵便ポスト（宮原郵便局）
- バス停留所
- EV急速充電スタンド

### バス停留所
以下の路線の高速バスが停車する。
| 路線                       | 運行会社              | 下り線側方面                                                 | 上り線側方面                                 |
| -------------------------- | --------------------- | ------------------------------------------------------------ | -------------------------------------------- |
| なんぷう号 ※各停便のみ停車 | 宮崎交通 九州産交バス | 人吉IC・えびのIC・小林IC・都城北・宮崎（宮交シティ・宮崎駅） | 城南・益城・熊本（桜町BT・熊本駅・西部車庫） |

## 隣
E3 九州自動車道
(17)松橋IC - (17-1)宇城氷川スマートIC - 宮原SA - (18)八代IC
高速バス
氷川高塚BS - 宮原SA/BS - 八代IC/BS

## ギャラリー

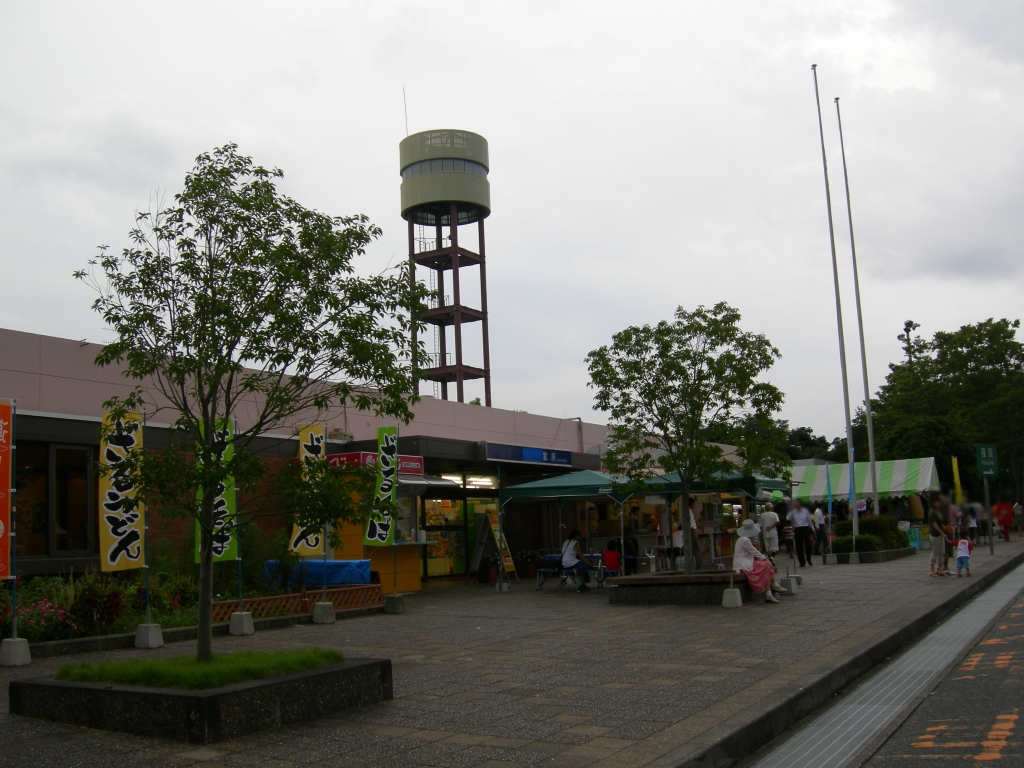
上り線店舗 リニューアル前 （2006年）
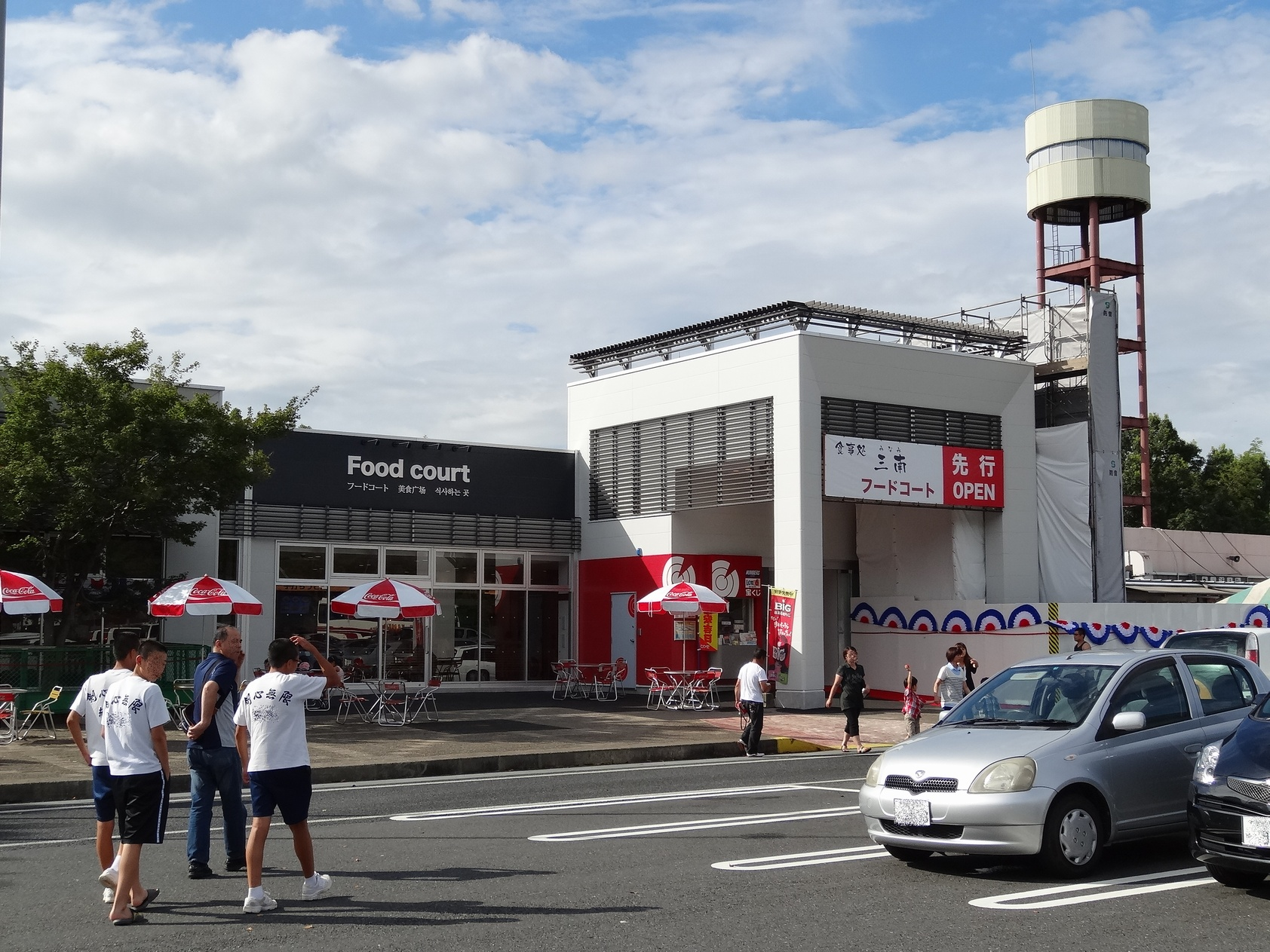
上り線店舗 リニューアル工事時 （2012年）